# Heliophorus tamu
Heliophorus tamu är en fjärilsart som beskrevs av Vincenz Kollar 1848. Heliophorus tamu ingår i släktet Heliophorus och familjen juvelvingar. Inga underarter finns listade i Catalogue of Life.